# Peeranat Jantawong
Peeranat Jantawong (thailändisch พีรณัฐ จันทรวงศ์, * 12. Dezember 2000 in Suphanburi) ist ein thailändischer Fußballspieler.

## Karriere
Peeranat Jantawong spielte, bis er zum Inter Bangkok FC kam, bei Air Force Robinson FC und LPC Bangkok. Mit Inter Bangkok, dem Verein aus der Hauptstadt Bangkok, spielte er in der dritten Liga. Mit dem Klub trat er in der Bangkok Metropolitan Region der Liga an. Von Juni 2021 bis Dezember 2021 spielte er beim Amateurligisten Nonthaburi City. Im Januar 2022 verpflichtete ihn der Erstligist Suphanburi FC. Am Ende der Saison 2021/22  musste er mit dem Verein aus Suphanburi in die zweite Liga absteigen. In der ersten Liga kam Jantawong nicht zum Einsatz. Sein Zweitligadebüt gab Peeranat Jantawong am 29. Oktober 2022 (11. Spieltag) im Auswärtsspiel gegen den Chiangmai FC. Hier wurde er in der 90.+2 Minute für den Brasilianer Matheus Souza eingewechselt. Suphanburi gewann das Spiel 3:2. Nach 30 Ligaspielen wurde sein Vertrag nach der Saison 2023/24 nicht verlängert. Im Sommer 2024 unterschrieb er einen Vertrag beim Zweitligaabsteiger TOKO Customs United FC. Mit dem Klub aus Samut Prakan spielt er in der Eastern Region der Liga. Nach 14 Ligaspielen wurde sein Vertrag nach der Hinrunde 2024/25 im Dezember 2024 nicht verlängert.